# Leon Žilavi (Magic Leon)
Leon Žilavi (Našice, 30. svibnja 1995.), poznatiji pod pseudonimom Magic Leon, hrvatski je  mađioničar i iluzionist.

## Životopis
Rođen je u Našicama 1995. godine, a tijekom odrastanja i školovanja živio je u Slatini. Godine 2015. završio je srednju školu za zanimanje agroturistički tehničar. U svojoj 7. godini života otkriva mađioničarstvo i iluzionizam, a od svoje 12. godine počeo je nastupati na raznim događajima sa svojim točkama. 
2010. godine osvojio je prvo mjesto na Smotri dječjeg stvaralaštva u organizaciji Društva naša djeca, a u svibnju 2011. godine i prvo mjesto na mađioničarskom natjecanju Magiccon u Villi Magic u Đakovu. U ljeto 2011. godine prijavio se na zabavni TV show Hrvatski Supertalent, gdje je prošao audiciju, ali je ispao u idućem eliminacijskom krugu. U prosincu 2011. godine nastupio je u Hrvatskom Narodnom Kazalištu u Zagrebu pred tadašnjim hrvatskim predsjednikom Ivom Josipovićem. U 2014. godini snimio je serijal "Mali od magije" u produkciji 24sata, u kojem je pokazivao svoje mađioničarske vještine poznatim osobama iz javnog života. Godine 2016. postao je stalnim članom Međunarodnoga bratstva mađioničara (International Brotherhood of Magicians) i tako postao međunarodno priznat kao profesionalni mađioničar. 
Godine 2015. postao je članom platforme JoomBoos, gdje je snimao zabavan video sadržaj za djecu i mlade.
U listopadu 2018. godine nastupio je u Areni Zagreb pred 10 000 ljudi na događaju „Totalni Joomboos”, a početkom 2022. godine uključio se je u projekt HoloFame, koji mu omogućuje pojavljivanje u obliku holograma na raznim događajima i lokacijama. U proljeće 2022. godine Leon je ponovno sudjelovao na audiciji za Hrvatski Supertalent, gdje je osvojio zlatni gumb za izravan prolazak u polufinalnu emisiju. U finalu je osvojio prvo mjesto i titulu 9. Hrvatskog Supertalenta.

## Priznanja
- Godine 2016. Medalju Grada Zagreba uručio mu je tadašnji gradonačelnik Milan Bandić.[9]

## Vanjske poveznice
- Službena stranica
- Leon Žilavi (kanal) na YouTubeu
- Službeni profil na Instagramu
- Službena stranica na Facebooku
- Službeni profil na TikToku
- Leon Žilavi (Magic Leon) u internetskoj bazi filmova IMDb-u (engl.) (engl.)